# Arenaria membranisepala
Arenaria membranisepala là loài thực vật có hoa thuộc họ Cẩm chướng. Loài này được C.Y.Wu mô tả khoa học đầu tiên năm 1995.